# Wilhelm Moberg (läkare)

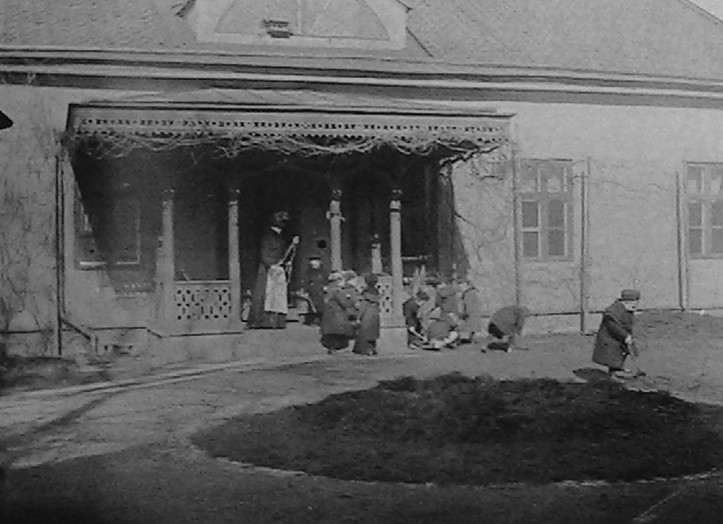
Wilhelm Mobergs hem på Skolgatan 18 i Norrköping, där systrarna Moberg öppnade en barnträdgård 1899.

Carl Wilhelm August Moberg, född den 31 maj 1832  i Söderbärke socken, Kopparbergs län, död den 8 september 1880 i Lund, var en svensk läkare. Han var måg till Ludvig Ringborg samt far till Ludvig, Axel, Ellen och Maria Moberg.
Moberg blev student vid Uppsala universitet 1849, medicine kandidat 1855, medicine licentiat 1858, kirurgie magister 1860 och medicine doktor 1862 på avhandlingen  Om accomodationsbredden och refractionsanomalierna hos ögat. Han var lasaretts- och kurhusläkare i Norrköping från 1863. Moberg var drivande för tillkomsten av en ny lasarettsbyggnad i sistnämnda stad. Beslut om detta fattades i stadsfullmäktige 1875 och lasarettet stod klart 1881. Byggnaden uppfördes vid Strömbacken efter ritningar av arkitekten Carl Theodor Glosemeyer och ansågs då som Sveriges modernaste sjukhus. Moberg vilar på Matteus begravningsplats i Norrköping.